# 巴哈姆特電玩瘋
《巴哈姆特電玩瘋》是由台灣最大的電玩資訊站《巴哈姆特電玩資訊站》所製播的電玩節目，是台灣第一個以720p畫質製作的網路電玩節目，著重在每週上市遊戲的綜合整理報導，以及主題性的遊戲專題或是電玩相關的外景單元。

## 簡介
節目前身為《超級電玩瘋》，「電玩小魔女」小嫻也為節目配音，主持人由「電玩瘋小組」主持。2019年前後，「電玩小魔女」小嫻退出電玩瘋配音，改由Atsirt配音。原主持人「電玩瘋小組成員」則在covid-19疫情後退出主持，改由旁白介紹節目單元及電玩遊戲。
節目採用YouTube平台播放節目，每週五晚間不定時播出。自第26集以後(2011年6月11日)，開始在壹電視綜合台每週六下午2:30首播、4:30重播。自第33集以後(2011年7月31日)，開始在民視無線台每週日晚上0:00（週六晚上12:00）首播並更名為《週末電玩瘋》。自第400集以後(2018年8月10日)，《巴哈姆特電玩瘋》更換新片頭。
2013年，《巴哈姆特電玩瘋》開始在每星期六、日，下午6點至下午6點30分、晚上11點至晚上11點30分於中華電信MOD龍華動畫台播放。2014年4月12日，《巴哈姆特電玩瘋》開始在UDN TV每週六下午2:00首播。2019年，《巴哈姆特電玩瘋》本週節目在星期五採事先預錄節目直播形式播出，《手機週報》星期六採事先預錄節目。

## 歷屆電玩瘋小組成員（已無主持）
- 第一代：康妮、韋利（陳韋利）。
- 第二代：康妮、韋利、ELY。

《巴哈姆特電玩瘋》採訪2013鋼彈模型博覽會

- 第三代：康妮、韋利、BELLA、Joyin（王喬尹）。
- 第四代：康妮、韋利、Joyin。
- 第五代：康妮、韋利、Becky、箐箐（吳箐箐）。
- 第六代：康妮、韋利、Joyin。
- 第七代：康妮、韋利、Joyin、Becky(不定期主持)。
- 第八代：韋利、Joyin、妮妮（翁子婷）、蛋捲（黃詩涵）。
- 末代：韋利、Joyin、妮妮、蛋捲、諾曼（徐諾曼）、紅豆（陳玟伶，2022年改名林可）、ViVi（林芝衣）。

## 歷屆電玩瘋旁白
- 第一代：小嫻。
- 第二代：小嫻、Atsirt。
- 現任：Atsirt。

## 節目單元
從第4集(2011年1月7日)開始，新增了YouTube單元跳轉的功能。

### 新Game報到
本單元於《超級電玩瘋》時期是「新Game快報」單元，《巴哈姆特電玩瘋》播出後延續「新Game快報」單元。但為了讓玩家區別新上市的遊戲及未上市的遊戲，電玩瘋將「新Game快報」分為兩個單元，新遊戲以「新Game報到」單元為主、未上市的遊戲以「夯Game預報」單元為主。但這樣的區別造成玩家的困擾，因此取消「夯Game預報」單元。每週介紹最新TV平台、PC平台、VR平台上的最新遊戲資訊。

### ACG大百科
本單元於《超級電玩瘋》時期是「ACG小百科」單元，《巴哈姆特電玩瘋》播出後改名「ACG大百科」單元。每週不定期介紹電玩、動漫類的知識與資訊。

### 私心瘋
本單元於《超級電玩瘋》時期是「強作玩透透」單元，《巴哈姆特電玩瘋》播出後改名「攻略報報」單元，現今更名為「私心瘋」單元。每週介紹最強打推薦的遊戲攻略介紹。

### 特別企劃
每週不定期介紹最強打推薦的熱門遊戲。每年到了美國E3展、日本東京電玩展的旺季，電玩瘋小組都會去現場並帶來第一手消息，這些消息都會被放在「特別企劃」單元中。

### 每月上市遊戲
本單元於每月初(或月底)，介紹下個月於TV平台、PC平台、VR平台最新上市的新遊戲資訊。

### 手機遊戲週報
本單元於《巴哈姆特電玩瘋》播出後所新闢的單元，最初名為「手機遊戲大補玩」單元，後來在youtube獨立為「手機遊戲週報」單元，不再納入電玩瘋節目中。每週介紹iPhone、iPad、Android、ios等手機平台上的最新遊戲資訊。2018年4月27日開始，「瘋 Talk」單元與「手機遊戲週報」單元合併，因玩家反應不喜歡看電玩瘋小組聊天，因此《電玩瘋》於2018年8月3日開始將「瘋 Talk」單元復活。2018年8月17日，「瘋 Talk」單元與「手機遊戲週報」單元再度合併。「手機遊戲週報」單元播出前，電玩瘋小組韋利、joyin、妮妮、蛋捲、諾曼會在節目與玩家聊天並推薦好玩及有趣的手機遊戲給玩家，並分享心得。

### 電玩瘋直播
每週二、四、五晚間八點於Twitch平台直播，由電玩瘋小組為玩家們帶來精彩的電玩實況直播，在歡樂的氣氛中，為大家深入介紹近期的熱門遊戲新作。

## 電視節目的變遷
| 壹電視綜合台 星期六14:30~15:00 | 壹電視綜合台 星期六14:30~15:00              | 壹電視綜合台 星期六14:30~15:00 |
| ------------------------------ | ------------------------------------------- | ------------------------------ |
|                                | 巴哈姆特電玩瘋 （2011.06.11 - 2011.09.24 ） |                                |
| (新設時段)                     | 嬌媽媽廚房                                  |                                |

| 民視無線台 星期日00:00~00:30         | 民視無線台 星期日00:00~00:30        | 民視無線台 星期日00:00~00:30 |
| ------------------------------------ | ----------------------------------- | ---------------------------- |
|                                      | 週末電玩瘋 （2011.7.31 - 2012.6.2） |                              |
| 電玩大聯盟 （2009.5.24 - 2011.7.23） | 豬哥秀精華版 （2012.6.9 - 至今）    |                              |

| UDN TV 星期六02:00~02:30 | UDN TV 星期六02:00~02:30        | UDN TV 星期六02:00~02:30 |
| ------------------------ | ------------------------------- | ------------------------ |
|                          | 巴哈姆特電玩瘋 （2014.4.12 - ） |                          |
| 未知                     | —                               |                          |

| 龍華動畫台 每星期六、日18:00~18:30 每星期六、日23:00~23:30 | 龍華動畫台 每星期六、日18:00~18:30 每星期六、日23:00~23:30 | 龍華動畫台 每星期六、日18:00~18:30 每星期六、日23:00~23:30 |
| ---------------------------------------------------------- | ---------------------------------------------------------- | ---------------------------------------------------------- |
|                                                            | 巴哈姆特電玩瘋 （2013 - ）                                 |                                                            |
| 未知                                                       | —                                                          |                                                            |

## 外部連結
- 《巴哈姆特電玩瘋》巴哈姆特線上觀看 （页面存档备份，存于） （繁體中文）（页面存档备份，存于）
- 《巴哈姆特電玩瘋》YouTube頻道 （繁體中文）（页面存档备份，存于）
- 《巴哈姆特電玩瘋》噗浪專頁 （繁體中文）（页面存档备份，存于）